# Ludomir Marczak
Ludomir Marczak (ur. 30 października 1907 w Warszawie, zm. 31 grudnia 1943 tamże) – polski kompozytor, działacz socjalistyczny, dziennikarz, zamordowany przez Niemców za ukrywanie Żydów.

## Młodość
Był synem Stanisława Marczaka, majstra malarskiego zatrudnionego w przedsiębiorstwie tramwajów miejskich Warszawy, i Marty z d. Kołaczkowskiej. Ukończył prywatne Gimnazjum Władysława Giżyckiego w Warszawie. W młodości uczęszczał na „Kursy Muzyczne im. Chopina”. Bezpłatnych lekcji muzyki udzielał mu także Bolesław Woytowicz.

## Działalność polityczna i artystyczna w okresie międzywojennym
Od młodych lat był związany z ruchem robotniczym. Początkowo współpracował z Komunistyczną Partią Polski; nie będąc jednakże jej członkiem. Utrzymywał bliskie kontakty z członkiem KC KPP, Mieczysławem Schleyenem. Zajmował się także drukiem komunistycznych ulotek.
13 marca 1932 został aresztowany przez władze sanacyjne pod zarzutem prowadzenia działalności komunistycznej. Wyrokiem Sądu Okręgowego w Warszawie z 22 lutego 1933 został skazany na karę 3 lat więzienia i pozbawiony praw obywatelskich na 6 lat (w tym samym procesie zostali również skazani m.in. Edward Ochab i Andrzej Wolica). Po złożeniu apelacji został jednak uniewinniony wyrokiem Sądu Apelacyjnego z 26 lipca 1933.
Około 1935 Marczak zbliżył się do środowiska Polskiej Partii Socjalistycznej. Prowadził działalność społeczno-oświatową w środowisku robotniczym. Współpracował z Towarzystwem Uniwersytetu Robotniczego oraz lewicowym pismem „Dziennik Popularny”, propagującym koncepcję jednolitego frontu polskiej lewicy. Prowadził m.in. dział humorystyczny „Dziennika”. Prawdopodobnie publikował również na łamach wydawanej w języku jidysz „Literarysze Trybune”.
Przyjaźnił się blisko z lewicowym poetą Edwardem Szymańskim. Owa przyjaźń zaowocowała wieloletnią współpracą artystyczną oraz publicystyczną. Marczak skomponował większość melodii do tekstów Szymańskiego. Między innymi ok. 1938 roku skomponował muzykę do słów napisanego przez przyjaciela hymnu Centralnego Związku Zawodowego Pracowników Kolejowych RP. W tym samym roku nakładem zarządu głównego TUR wydano także ich wspólną broszurę pt. Piosenki robotnicze. Opracowanie literackie Edwarda Szymańskiego. Opracowanie muzyczne Ludomira Marczaka. Marczak i Szymański wspólnie napisali również powieść o wojnie domowej w Hiszpanii (Płomień nad Sierra Morena), drukowaną w 1936 w dodatku do socjalistycznego „Robotnika”. Ponadto przez pewien czas pracowali razem jako redaktorzy w piśmie „Przegląd Futrzarski i Kuśnierski”.

## II wojna światowa
W chwili wybuchu II wojny światowej Marczak wraz z żoną Marianną Bartułd mieszkał na warszawskim Żoliborzu. W tym czasie jego rodzice sąsiadowali z żydowską rodziną prowadzącą szmaciarnię przy ul. Dalekiej. Niedługo po rozpoczęciu niemieckiej okupacji Marczak w porozumieniu z właścicielami przejął szmaciarnię i zajął się skupem, segregacją oraz czyszczeniem szmat. Owo koncesjonowane przez okupanta przedsiębiorstwo stało się odtąd przykrywką dla działalności konspiracyjnej.
Był czynnym członkiem podziemnej Robotniczej Partii Polskich Socjalistów. Jednocześnie po uzyskaniu od Niemców zgody na zatrudnianie robotników z warszawskiego getta zaangażował się aktywnie w akcję pomocy Żydom. Pomagał mieszkańcom getta w ucieczkach i przy poszukiwaniu ukrycia „po aryjskiej stronie”. Na ul. Świętojerskiej, naprzeciw murów getta, w pobliżu ul. Bonifraterskiej, zbudował schron, który pełnił funkcję kryjówki dla żydowskich uciekinierów. Schron znajdował się w piwnicy budynku, pod lokalem na parterze, w którym mieściło się biuro szmaciarni. Ukrywało się tam najpierw kilku, a później kilkunastu Żydów – koledzy i znajomi Marczaka, członkowie ich rodzin, a także osoby przez nich wskazane. W gronie lokatorów schronu znajdowali się mężczyźni, kobiety i dzieci (w tym jedno urodzone w 1939). W akcji pomocy Żydom aktywnie uczestniczyła także żona Marczaka, która zajmowała się dostarczaniem i gotowaniem pożywienia oraz robotami porządkowymi (m.in. wynoszeniem nieczystości). Marczak i jego żona świadczyli pomoc Żydom całkowicie bezinteresownie. W 1943 małżeństwo zorganizowało kolejną kryjówkę dla żydowskich uciekinierów, mieszczącą się na piątym piętrze kamienicy przy ul. Pańskiej.
Marczakowi i jego żonie udało się ocalić co najmniej kilkadziesiąt osób. Jedną z nich była Klementyna Fuswerk-Krymkowa – działaczka podziemnego Żydowskiego Komitetu Narodowego. Przez pewien czas w schronie Marczaka ukrywała się także pierwsza żona Adama Ważyka (schwytana później w wyniku tzw. afery Hotelu Polskiego i zamordowana w obozie Bergen-Belsen).
25 listopada 1943 powiadomiona donosem niemiecka policja dokonała najścia na kryjówkę przy ul. Świętojerskiej. Aresztowano wówczas Marczaka, a także trzynastu ukrywających się w schronie Żydów oraz przebywającą akurat w biurze Jadwigę Sałek-Deneko ps. „Kasia” (kierowniczkę kolportażu KC RPPS). Wszyscy zatrzymani trafili na Pawiak. Marczak został poddany kilkudniowemu ciężkiemu śledztwu. Mimo brutalnych tortur Gestapo nie zdołało jednak wydobyć z niego żadnych istotnych informacji. Najprawdopodobniej został rozstrzelany 31 grudnia 1943 w ulicznej egzekucji przy ul. Towarowej 4. Z rąk Niemców zginęła także Jadwiga Sałek-Deneko (rozstrzelana 6 stycznia 1944 w ruinach getta warszawskiego) oraz żydowscy lokatorzy schronu.